# لوییز ریچارد
لوییز ریچارد (انگلیسی: Louis Reichardt؛ زادهٔ ۴ ژوئن ۱۹۴۲) کوهنورد، و استاد دانشگاه اهل ایالات متحده آمریکا است.
وی همچنین برندهٔ جوایزی همچون برنامه فولبرایت شده‌است.